# Pollenia nigra
Pollenia nigra är en tvåvingeart som beskrevs av Hiromu Kurahashi 1987. Pollenia nigra ingår i släktet vindsflugor, och familjen spyflugor. Inga underarter finns listade i Catalogue of Life.